# Глотов, Сергей Александрович
Сергей Александрович Гло́тов (род. 14 февраля 1959 года в Москве) — российский политик и преподаватель, доктор юридических наук, народный депутат РСФСР (1990—1993), депутат Государственной думы первого (1993—1995), второго (1995—1999) и четвёртого (2003—2007) созывов.

## Биография

### Военная служба и образование
Окончил Рижское высшее военно-политическое Краснознамённое училище имени Маршала Советского Союза С. С. Бирюзова, окончил Саратовскую государственную академию права (1997). 
В 1980—1993 годах служил политруком в РВСН Минобороны СССР, подполковник, член КПСС.
В 1988—1993 годах старший преподаватель Краснодарского высшего военного командно-инженерного училища ракетных войск.

### Политика
В 1990—1993 годах народный депутат РСФСР/РФ.
В 1993—1995 годах депутат Государственной думы первого созыва, член депутатской группы «Российский путь», член Комитета по делам Федерации и региональной политике, председатель подкомитета по региональной политике на Юге и в Центральной России.
В 1995—1999 годах депутат Государственной думы второго созыва, заместитель руководителя депутатской группы «Народовластие», председатель подкомитета по организационным и бюджетным вопросам Комитета по международным делам.
В 1997—1999 годах — ответственный секретарь внефракционного депутатского объединения «Анти-НАТО». Являлся главой делегации Государственной Думы второго созыва и Совета Федерации в Парламентской Ассамблее Совета Европы.
В 2003—2007 годах депутат Государственной думы четвёртого созыва, избран в составе федерального списка избирательного блока «Родина», заместитель председателя партии «Народная воля». Председатель Краснодарской краевой общественно-политической организации «За достойную жизнь».

### Дальнейшая деятельность
В 2008—2021 годах член Центрального Совета, Председатель московского отделения партии «Патриоты России».
В 2008—2011 годах главный научный сотрудник Российского государственного социального университета.
С 2011 года доктор юридических наук, профессор Кафедры теории права и государственно-правовых дисциплин «Международного юридического института.
В 2011 и 2016 годах на выборах в Государственную думу пятого и шестого созыва, входил в федеральный партийный список партии «Патриоты России», избран не был, партия не преодолела избирательный барьер. В 2009 году по списку баллотировался в Московскую городскую думу, на муниципальных выборах в Москве (2017) баллотировался в  Совет депутатов муниципального округа Останкинский.
С 2021 года член Центрального совета объединенной партии Справедливая Россия—Патриоты—За правду.
Женат, имеет сына и дочь.

## Звания
- кандидат философских наук
- доктор юридических наук
- профессор